# SN 2007fc
SN 2007fc – supernowa typu Ia odkryta 8 lipca 2007 roku w galaktyce E538-G08. W momencie odkrycia miała maksymalną jasność 16,90m.